# Eugerres plumieri
Eugerres plumieri är en fiskart som först beskrevs av Cuvier, 1830.  Eugerres plumieri ingår i släktet Eugerres och familjen Gerreidae. Inga underarter finns listade i Catalogue of Life.